# Lel (anatomie)
Bij dieren en mensen is een lel een vlezig, naar beneden hangend uitgroeisel bij de kop of nek.

## Vogels
Bekend zijn de lellen bij de hoendervogels, maar ook bij andere vogelsoorten (bijv. Kasuarissen, Cotinga's en 
Maraboes) komen lellen vor.

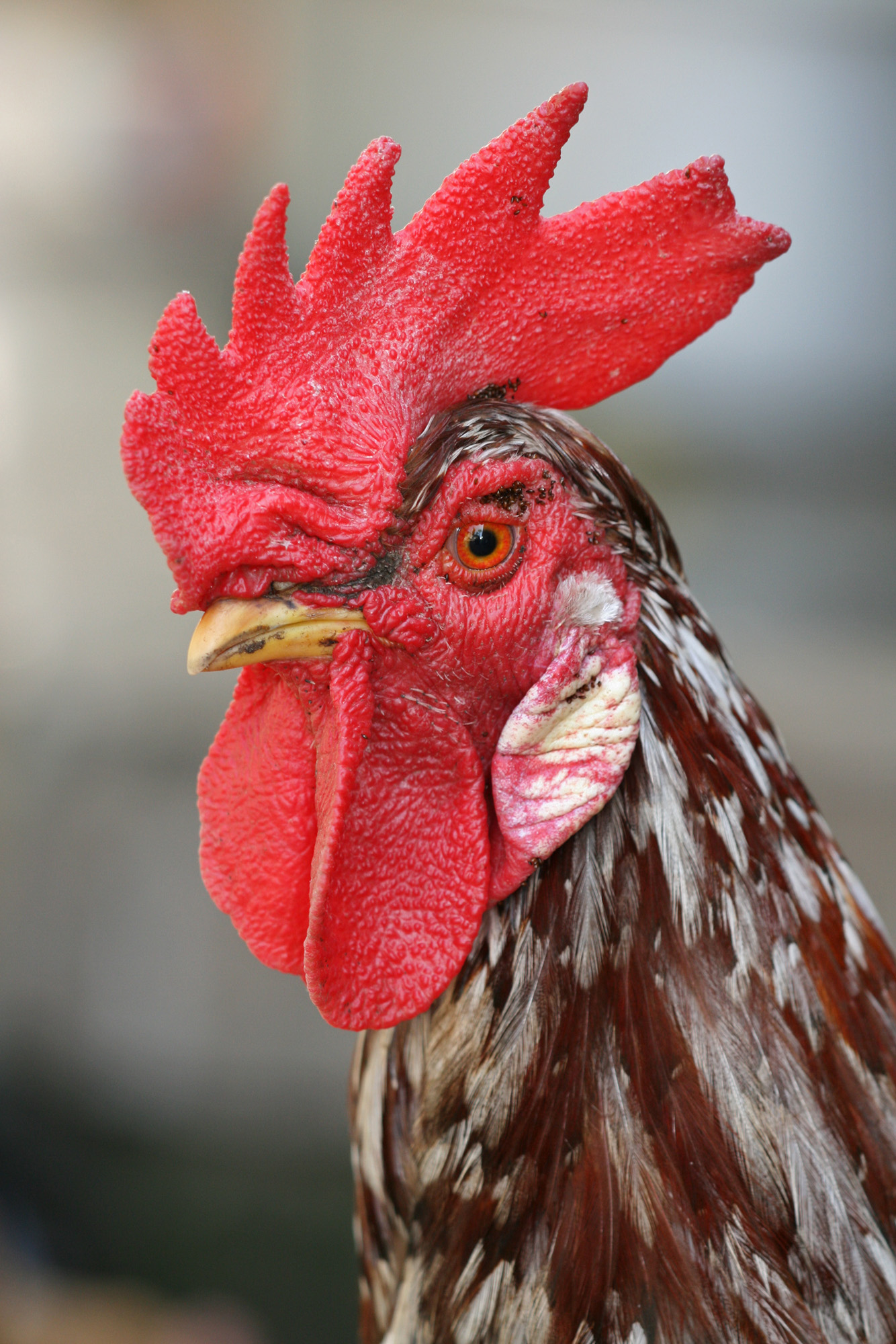
Haan met kam, (kleine) oor- en keellellen
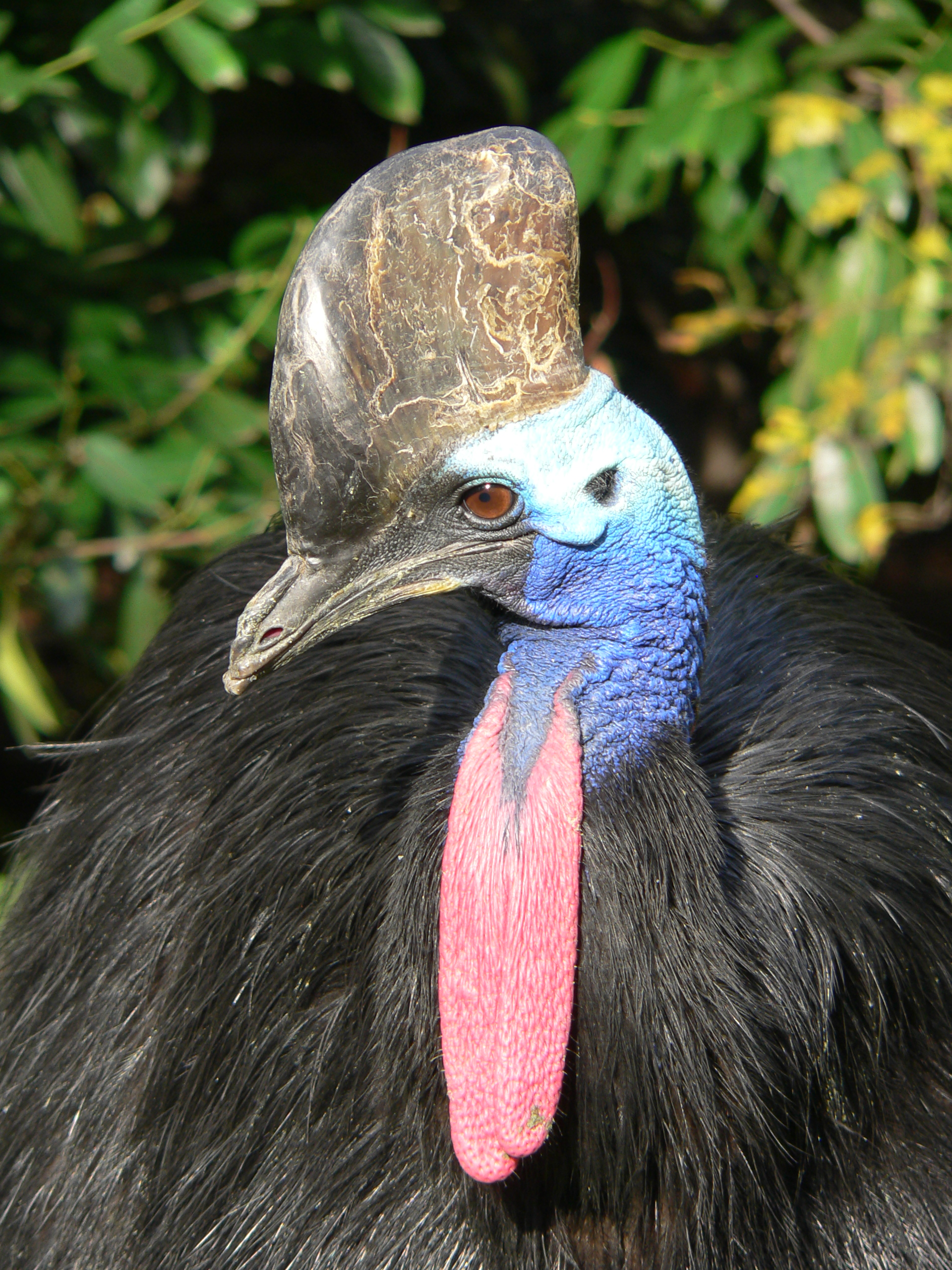
Helmcasuaris met benen helm en keellellen
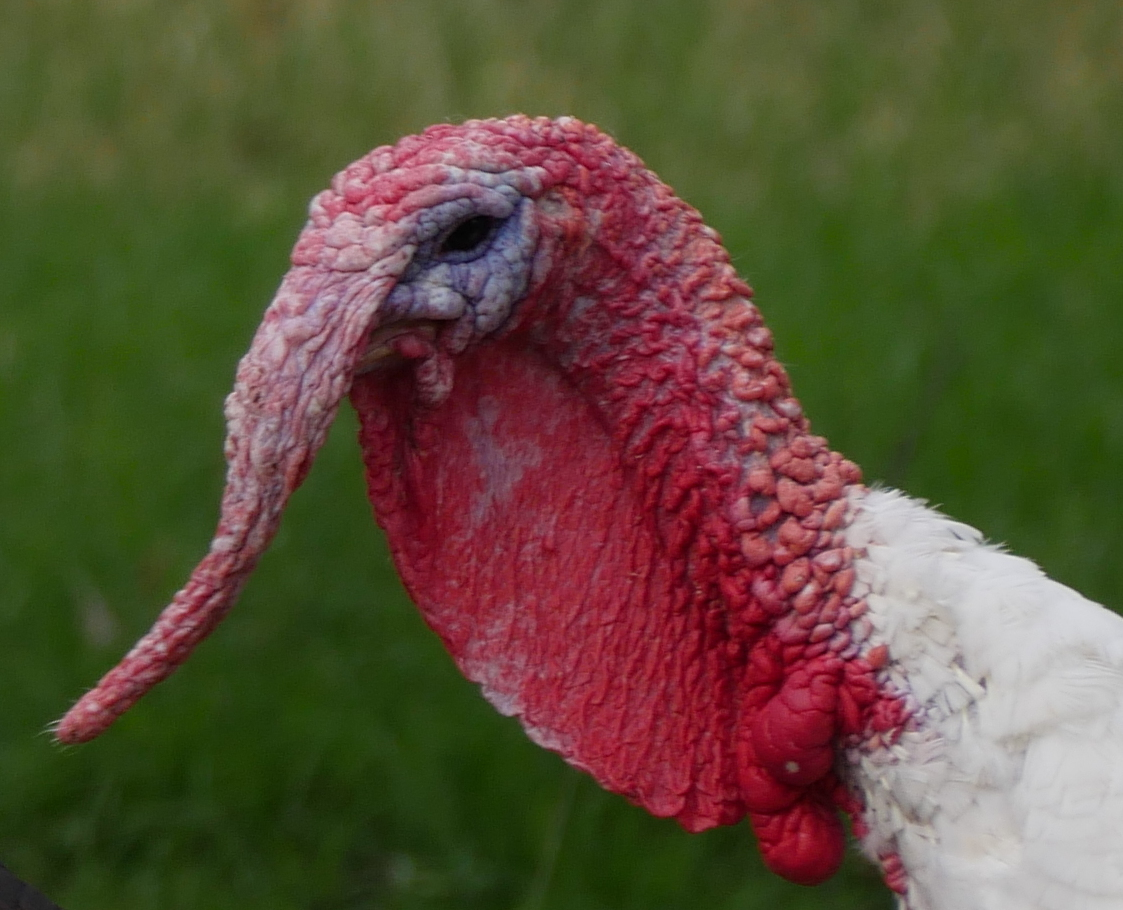
Kalkoen met neus- en keellel

## Zoogdieren
Ook bij zoogdieren kunnen lellen voorkomen:
- De gedomesticeerde geit.
- Een Nieuw-Zeelands varkensras.

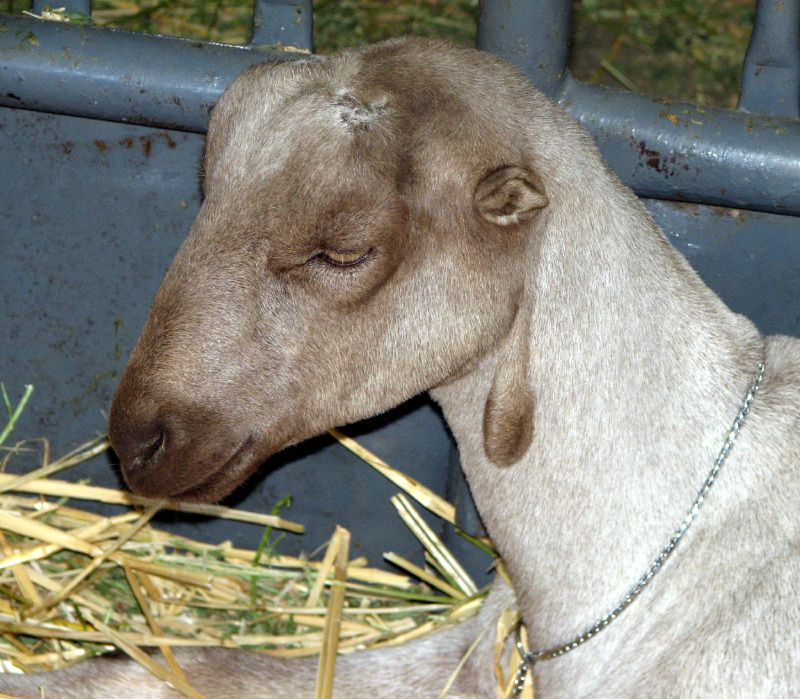
La Mancha-geit met lellen
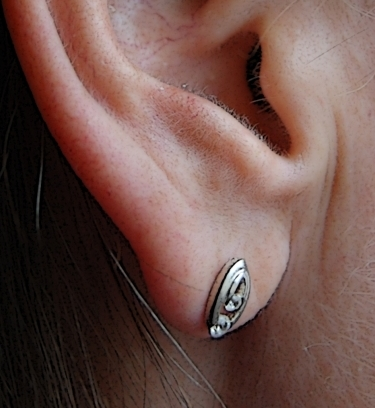
Oorlel met oorbel